# AdaBoost
AdaBoost – podstawowy algorytm do boostingu, metoda dzięki której z dużej liczby słabych klasyfikatorów można otrzymać jeden lepszy. Autorami algorytmu są Yoav Freund i Robert Schapire.

## Zasada działania
AdaBoost działa w ten sposób, że w kolejnych iteracjach trenuje, a następnie mierzy błąd wszystkich dostępnych słabych klasyfikatorów. W każdej następnej iteracji "ważność" źle zakwalifikowanych obserwacji jest zwiększana, tak że klasyfikatory zwracają na nie większą uwagę. Nad AdaBoost pracowali dwaj amerykańscy profesorowie Uniwersytetu Princeton Robert Schapire i Yoav Freund za co otrzymali w 2003 roku nagrodę Gödla, a w 2004 roku Nagrodę Parisa Kanellakisa. Po raz pierwszy zaprezentowali tę technikę w 1997 roku.